# Cosmas Michael Angkur
Cosmas Michael Angkur OFM (Lewur, 4 de janeiro de 1937 – Gorontalo, 18 de dezembro de 2024) foi um clérigo indonésio e bispo emérito de Bogor.
Cosmas Michael Angkur ingressou na ordem franciscana e o bispo de Bogor, Paternus Nicholas Joannes Cornelius Geise OFM, o ordenou sacerdote em 14 de julho de 1967.
O Papa João Paulo II nomeou-o Bispo de Bogor em 10 de junho de 1994. Foi ordenado bispo pelo Arcebispo de Jacarta, Leo Soekoto SJ, em 23 de outubro do mesmo ano; Os co-consagradores foram Pietro Sambi, Núncio Apostólico na Indonésia, e Alexander Soetandio Djajasiswaja, Bispo de Bandung.
Em 21 de novembro de 2013, o Papa Francisco aceitou sua renúncia por idade.

## Morte
Angkur morreu no dia 18 de dezembro de 2024, aos 87 anos.